# 1650 w literaturze
Wydarzenia literackie w 1650 roku.

## Nowe książki
- polskie
  - Hieronim Morsztyn – Antypasty małżeńskie